# Turbeville
Turbeville é uma cidade  localizada no estado norte-americano de Carolina do Sul, no Condado de Clarendon.

## Demografia
Segundo o censo norte-americano de 2000, a sua população era de 602 habitantes.
Em 2006, foi estimada uma população de 721, um aumento de 119 (19.8%).

## Geografia
De acordo com o United States Census Bureau tem uma área de
3,3 km², dos quais 3,3 km² cobertos por terra e 0,0 km² cobertos por água. Turbeville localiza-se a aproximadamente 38 m acima do nível do mar.

## Localidades na vizinhança
O diagrama seguinte representa as localidades num raio de 24 km ao redor de Turbeville.